# Transformice
A Transformice egy online, flash alapú indie videójáték, azonban mivel az Adobe 2020-ban megszüntette a Flash player támogatását, már csak Steam-en vagy A standalone-ban lehet játszani. A játék a Box2d fizikáját használja. Az Atelier801 francia cég adta ki. Mélanie Christin és Jean-Baptiste Lemarchand hozta létre a játékot. Internetes nevükön Melibellule és Tigrounette: Melibellule a grafikus és Tigrounette a programozó. A játék böngészős játékként indult 2010. május 1-jén. A Steam-re 2015-ben került fel.

## A játékmenet
A játék fő célja, hogy a sajtot az egérrel összegyűjtsük, majd azt az egérlyukba bevigyük. A nyílbillentyűkkel és a WASD gombokkal lehet irányítani. Különböző technikák (falugrás, sarokugrás) segítik a játékost a sajt megszerzésében.

### Sámán
Minden pályán van egy sámán, akinek feladata, hogy segítse az egereket a sajtok megszerzésében. Tárgyakat tud idézni: deszka, doboz, "spirit", ágyúgolyó, stb. A sámán minden lyukba juttatott egérért "mentést" és tapasztalati pontot kap. A egér is kap tapasztalati pontot, 10-et, ha a sikerül a sajtot a lyukba juttatnia. A sámán kiválasztása a következő módon zajlik: az első (tehát elsőként a sajtot a lyukba juttató) egér 16 pontot, a második egér 14 pontot, a harmadik pedig 12 pontot kap. A többi egér 10 pontot kap, ha sikerül a sajt összegyűjtése, ha leesnek akkor 1 pontot kapnak. Ha már összegyűjtötték a sajtot, de nem is haltak meg és nem is mentek a lyukba 0 pontot, és ha AFK halált halnak -1 pontot kapnak.

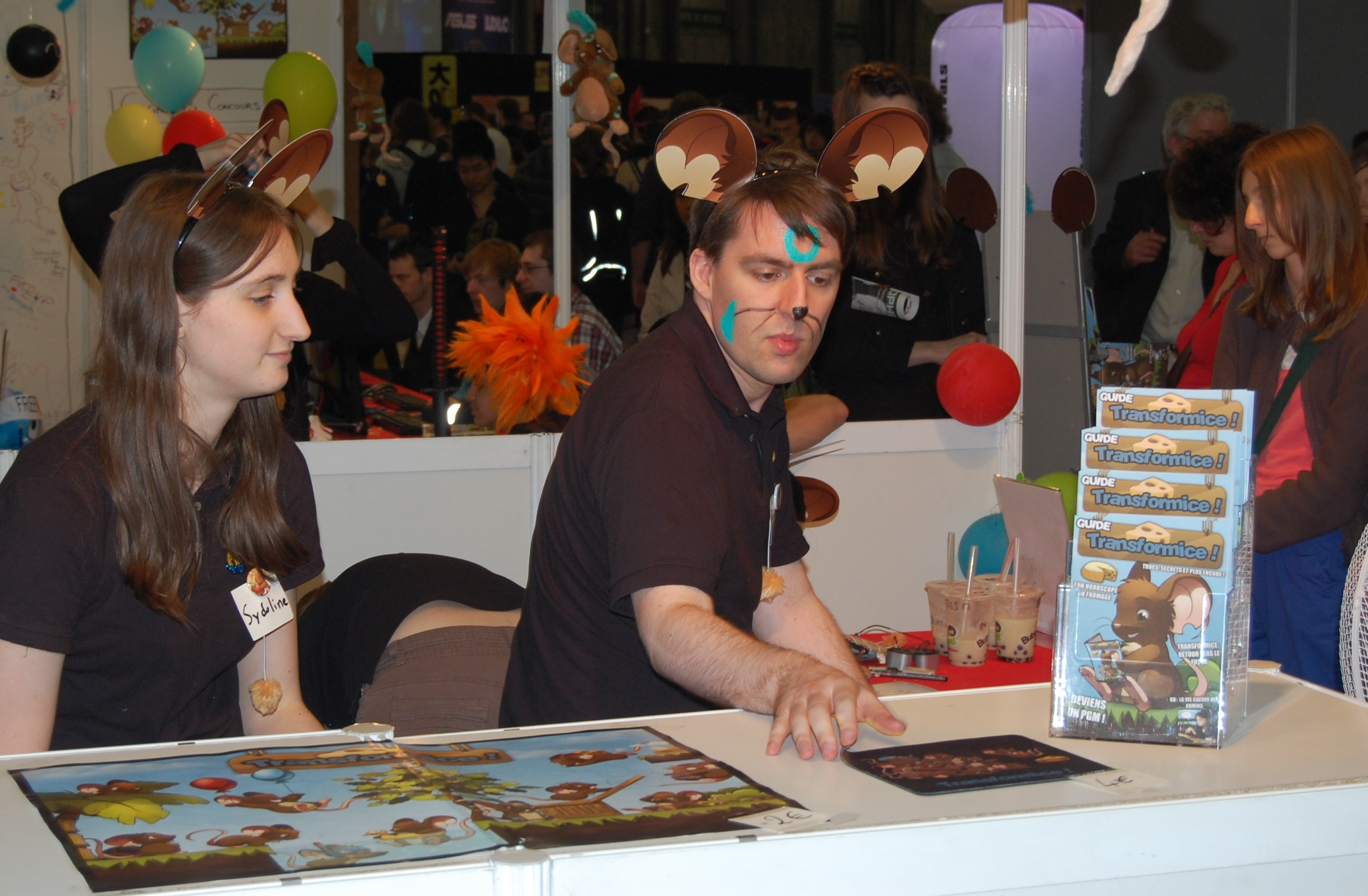
Transformice adminisztrátorok

#### Sámán módok
Könnyű: Az alap sámán mód, minden mentés egy tapasztalatot ér.
Nehéz: 1000 könnyű mentés után oldható fel, nem használható piros szög, de használható totem, melyben csak egy piros szög lehet. Minden mentés 3 tapasztalatot ér.
Felséges: 5000 könnyű és 2000 nehéz mentés után oldható fel. Csak kék szög használható, totem nincs, és sok képesség egyáltalán nem, vagy csak korlátozottan használható.

#### Szögek
A szögek segítik a sámán építkezését. A tárgyakon használhatóak.
Piros szög: A "rögzítő" szög. Csak középre helyezhető, és az egerek elforgathatják, azonban ha a talaj fölé kerül, semmi nem mozgathatja el onnan.
Sárga szög: "Útépítő" szög. Csak egy másik deszkára helyezhető le, ekkor stabilan megáll. Lehelyezhető a deszka két oldalára és középre is.
Kék szög: Olyan sárga szög, melyre hat a gravitáció.

### Képességek
A sámánt képességek segítik a játékban. Egyes képességek új tárgyakat, mások a sámánt és a tárgyait fejlesztik. 5 képességfa van, a játékosoknak minden szint után lehetőségük van arra, hogy válasszanak egy képességet.

### Bolt
Az összegyűjtött sajtok a boltban halmozódnak fel. Ruhákat, bundákat, és egyéb eszközöket lehet itt vásárolni. Az epret ingyen csak egyes eseményekről (eventekről) és napi küldetésekből lehet kapni. Máskülönben valódi pénzért kell megvásárolni. A játékosok ajándékozhatnak egymásnak dolgokat, de csak eperért. A játék korábban tartalmazott "gyűjtői" fület is, ezeket a dolgokat az első héten sajtért és eperért is meg lehetett vásárolni, a második héten csak eperért, a harmadik héten pedig már semelyik módon sem. A játék tartalmaz személyre szabást is.

### Eventek (Események)
A Transformice-ban kezdetek óta voltak (és vannak) eventek. A legelső 2010-ben, a halloween-i event volt. Az eventeken különböző feladatokat kell teljesíteni, és a teljesítés jutalma sajt vagy különböző elhasználható tárgyak. Egyes eventeken ereklyéket lehet gyűjteni, amelyek összegyűjtése szintén különböző jutalmakat ad. 2013 vége óta bolti tárgyakat nem lehet kapni eventek jutalmául. Azért döntött így az Atelier801, mert "odaadni azt a semmiért, amit ingyen eladsz sajtért" nem jó lépés. Ez a döntés feljavította a vásárlási statisztikákat.

## Játékmódok
A Transformice-ban sok játékmód van, mindegyik más mechanikával és játékmenettel.

### Normál
Ez a játék alap módja. Az egerek a játékosok által készített pályán játszanak. Sámántól függetlenül a pálya típusa lehet mechanikus, művészeti, vagy egyéb.

### Vanilla
Ez a mód leginkább kezdő játékosoknak ajánlott. Csak 205, adminok által készített pályák játszódnak, melyeknek egy része nem tartalmaz sámánt.

### Túlélő
Ebben a játékmódban a sámánoknak le kell lökniük az egereket a pályáról. Ha valaki túléli a kört, 10 pontot, ha elveszíti azt, 1 pontot kap. A mód tartalmaz vámpíros pályákat is, melyben két egeret véletlenszerűen kiválasztanak denevérnek, és meg kell fertőzniük a többi egeret. Egerek megölésétől függően 0-5 túlélőérmét lehet kapni sámánként, melyet a faluban lehet beváltani.

### Verseny
Itt minden kör egy percig tart, és az egereknek versenyezniük kell a sajt lyukba juttatásáért. Az nyer, akinek ez elsőként sikerül. Minden 5. teljesített kör után egy verseny érmét lehet kapni, melyet a faluban lehet beváltani.

### Bootcamp
Nagyon nehéz pályák, tapasztalt játékosoknak. A kiegészítők ki vannak kapcsolva, így minden egér ugyanolyan barna. Ha meghalsz, újra lehet kezdeni, és ugyanazt a pályát lehetséges többször teljesíteni. Minden teljesített kör után egy bootcamp érmét lehet kapni, melyet a faluban lehet beváltani.

### Gördülő
Nagyon hosszú pályákon játszódnak a körök. Kis köröcskékben vannak különböző jelek. A rugó egy nagy ugrást ad (ezt a sámán is képes le idézni), a villám egy gyorsítást, a koponyafejtől meghalsz, a +1 pont pedig ad egy pontot. Ezek a pontok alapján lesz kiszámítva a nyertes. Minden 5. teljesített kör után egy gördülő érmét lehet kapni, melyet a faluban lehet beváltani. Az utóbbi három mód nem tartalmaz sámánt.

### Falu
Ennek a játékmódnak nincsen célja. Sajt, sámán, és lyuk sincs a pályán, (minden falu ugyanazon a pályán játszódik) de a faluban "élő" nem játszható karakterektől lehet cserélni a játékmódokban szerzett érméket.

### Modulok
Ezek a minijátékok a Transformice játékosai által íródtak Lua szkriptnyelvben. Mindegyiknek különböző a mechanikája. Lehet hivatalos, félhivatalos és nem hivatalos fajta.

## Moderáció
A Transformice szankciói szigorúak, legtöbbjük előtt még figyelmeztetést sem kap a játékos. Különösen a csalást (hack) vagy az illegális kalózszerverek hirdetését szankcionálják figyelmeztetés nélkül 1 hétre. Ha valaki újra elköveti ezt a bűnt, örökre ki lesz tiltva a játékból. Ha valaki spammel vagy floodol, elnémítják 1 órára (nem beszélhet), de továbbra is játszhat a játékkal. Ha viszont valaki már az ötödik némítást kapta, és még mindig spammel/floodol, akkor kitiltást kap. A faji/vallási megkülönböztetés, és egyéb homofób, obszcén neveket sem tolerálják. Ugyanez vonatkozik a fórum, café bejegyzésekre, a játékos és törzsnevekre. A játékosok sértegetése is tilos. Tilos olyan pályákat létrehozni, melyek összeomlást okozhatnak. Sértő (pl. horogkereszt) alakú, vagy összeomlást idéző labda, üllő totemek is tiltottak.

## A történet

### Aaaaah!
2008-ban Tigrounette megalkotta az Aaaaah! nevű játékot, melyben minden pályán volt egy vezető, aki fizikailag nem volt jelen a pályán, de tudott utat rajzolni. A játékosok el tudták magukat lökni egymástól a szóköz billentyűkkel, és ekkor kiabálták, hogy ,,Aaaaah!". Innen ered a játék neve.

### Fish
2009-ben Melibellule és Tigrounette létrehozták a Fish nevű játékot. Itt halakat kellett az akváriumba segíteni. A vezető itt már tudott tárgyakat idézni, de szögek még nem voltak.

### Transformice Adventures
2019-ben Létrejött a Transformice Adventures, melyben a játékos egerekkel van. A műfaja: többjátékos akció RPG.